# Vocabularius Aelii Antonii Nebrissensis
Amb el títol de Vocabularius Aelii Antonii Nebrissensis es coneix la traducció catalana feta el 1507 del Lexicon latinum-hispanicum d'Antonio de Nebrija
Entre 1492 i 1495 l'humanista sevillà Antonio de Nebrija publicà el seu diccionari d'equivalències entre el llatí i el castellà. L'obra tingué una ràpida difusió, i el 1507 l'agustí Gabriel Busa el traduí al català amb la publicació del Vocabularius Aelii Antonio Nebrinensis.
L'obra inclou el vocabulari llatí-català, que és una traducció directa dels textos de Nebrija, traduint només les paraules catalanes, i també el català-llatí, on ja trobem certa originalitat en la traducció.
Consta una nova edició el 1522 del Vocabularius amb els diccionaris llatí-català i català-llatí. El text llatí-català està refet per Joan Morell i Martí Ivarra, mentre que la part català-llatí reprodueix l'obra de Gabriel Busa.
Finalment, de l'any 1560 és el Lexicon Latino Catalanum elaborat per Antic Roca, sobre una versió del diccionari de Nebrija de 1522, i també inclou un diccionari geogràfic i un diccionari mèdic.